# Rory Storm & the Hurricanes
Rory Storm & the Hurricanes war eine britische Band aus Liverpool und eine der führenden Gruppen des Mersey Beat. Trotz ihrer lokalen Popularität schafften sie nie den Sprung zu internationaler Bekanntheit.

## Bandgeschichte
Rory Storm gründete im Januar 1957 eine Skiffle-Band. Zunächst nannten sie sich Al Caldwell’s Texans, dann nacheinander the Raving Texans, Al Storm & the Hurricanes, Jett Storm & the Hurricanes und ab August 1959 schließlich Rory Storm & the Hurricanes. Zu dieser Zeit bestanden die Hurricanes aus Rory Storm (Gesang), Johnny Guitar (eigentlich John Byrne, Rhythmusgitarre), Ty Brian (eigentlich Charles O’Brien, Leadgitarre), Lou Walters (eigentlich Wally Eymond, Bass) und Ringo Starr (eigentlich Richard Starkey, Schlagzeug).
1960 begannen sie, mit Rock-’n’-Roll-Stücken – etwa von Chuck Berry und Jerry Lee Lewis – aufzutreten. Im Mai spielten sie mit Gene Vincent in Liverpool, und es wurde ihnen ein Engagement für den Sommer angeboten, mit einer Gage von 25 Pfund für jeden – pro Woche.
Wegen dieser Verpflichtung lehnten die Hurricanes ein Engagement in Hamburg ab, stattdessen reisten die Beatles dorthin. Doch im September gingen auch die Hurricanes nach Hamburg und spielten mit den Beatles im Kaiserkeller. Sie bekamen eine höhere Gage als die Beatles und wurden vom Publikum besser angenommen.
Im Oktober nahmen die Hurricanes in Hamburg drei Coverversionen bekannter Stücke auf: Fever (John Davenport/Eddie Cooley), September Song (Musik: Kurt Weill; Text: Maxwell Anderson) und Summertime (Musik: George Gershwin; Text: DuBose Heyward).  Dabei wurden sie von John Lennon, Paul McCartney und George Harrison von den Beatles als Backgroundsängern begleitet.
1961 und 1962 spielten die Hurricanes in England, Frankreich und Spanien. Im August 1962 verließ Ringo Starr die Band, um sich den Beatles anzuschließen. Von da an waren die Hurricanes ständig auf der Suche nach einem neuen Schlagzeuger, da keiner für längere Zeit blieb. Einer der zeitweiligen Schlagzeuger war Keef Hartley, der im August 1963 zu den Hurricanes kam. Bei der Veranstaltung Little Richard at The Tower in New Brighton spielten „Rory Storm and The Hurricanes“ am 12. Oktober 1962 neben Little Richard, den Beatles und anderen Bands wie „The Mersey Beats“.
Im Jahr 1964 machten die Hurricanes in London Aufnahmen unter der Regie von Brian Epstein, dem Manager der Beatles. Die Single America erschien im Dezember, der erhoffte Erfolg blieb jedoch aus.
1967 brach Ty Brian während eines Konzerts zusammen. Er starb kurz darauf, nur 26 Jahre alt. Die Band brach auseinander. Rory Storm versuchte später, die Gruppe wieder aufzubauen, allerdings erfolglos.
Rory Storm starb am 27. September 1972, vermutlich an einer Tablettenüberdosis.

## Diskografie
Singles
- 1963: Dr. Feelgood / I Can Tell
- 1964: America / Since You Broke My Heart

Diese und andere Titel erschienen auch auf Samplern.